# Душица Жегарац
Душица Жегарац (Београд, 15. април 1944 — 24. мај 2019) била је српска глумица.

## Биографија
Као средњошколка случајно запажена, ангажована је за главну улогу прогоњене Јеврејке у успелом филму Девети круг (Франце Штиглиц, 1960), за коју је награђена Златном ареном на фестивалу у Пули.
Жртвујући студије медицине, наставља са сличним улогама девојака које помажу партизанима Степенице Храбрости, 1961, Ота Денеса и Саша, 1962, Раденка Остојића, те 1962. године уписује глуму на Академији за позориште, филм, радио и телевизију у Београду.
Након дужег депресивног раздобља без ангажмана, од 1966. године (Топле године Драгослава Лазића) гради стабилну каријеру.
Зрелија, тамнокоса и привлачна, велике моћи уживљавања, тумачи главне и веће споредне улоге (све чешће карактерне) у бројним филмовима: Буђење пацова, 1967, Живојина Павловића, и Пошаљи човека у пола два, 1967, Драгољуба Ивкова.
За главну улогу у филму Опклада, из 1971. године, Здравка Рандића, у коме глуми младу супругу која напушта старијег мужа (Павле Вуисић), да би му се - увидевши да је преварена - вратила, награђена је Златном ареном у Пули. Осам година касније осваја исту награду, овога пута за епизодну улогу, за лик алкохоличарке на лечењу, у Посебном третману, 1980, Горана Паскаљевића.
Остварила је такође мноштво улога у домаћим ТВ серијама (Од сваког кога сам волела, 1971, Пурише Ђорђевића; Микеланђело, 1982, Станка Црнобрње; Боје слепила, 1991, Божидара Николића и друге).
На 34. филмским сусретима у Нишу 1999. године, Душици Жегарац уручена је Награда „Павле Вуисић“, која се додељује глумцу за изузетан допринос уметности глуме у југословенском филму. Годину дана касније на истом фестивалу је промовисана монографија „Душица Жегарац или црна дама са звезданом сенком“, аутора Ранка Мунитића и приказан део документарног филма о њој, редитеља Здравка Рандића.
Последњих година свог живота је живела у Португалији. Сахрањена је у Алеји заслужних грађана на Новом гробљу у Београду.

## Филмографија
| Год.   | Назив                                           | Улога                  |
| ------ | ----------------------------------------------- | ---------------------- |
| 1960-е |                                                 |                        |
| 1960.  | Девети круг                                     | Рут Алкалај            |
| 1961.  | Степенице храбрости                             |                        |
| 1962.  | Саша                                            |                        |
| 1964.  | Непомирљиви (буг. Neprimirimite)                             |                        |
| 1966.  | Топле године                                    |                        |
| 1967.  | Пошаљи човека у пола два                        |                        |
| 1967.  | Немирни                                         |                        |
| 1967.  | Буђење пацова                                   | Фатална комшиница      |
| 1968.  | Рам за слику моје драге                         | Девојка                |
| 1968.  | Подне                                           | Тања                   |
| 1968.  | Операција Београд                               | Бранка                 |
| 1969.  | Нека далека свјетлост                           |                        |
| 1970-е |                                                 |                        |
| 1970.  | Живот је масовна појава                         |                        |
| 1970.  | Оксиген                                         |                        |
| 1971.  | Опклада                                         | Милица                 |
| 1971.  | Од сваког кога сам волела                       |                        |
| 1971.  | Енеида                                          | Ана                    |
| 1972.  | Киша                                            |                        |
| 1972.  | Без речи                                        |                        |
| 1973.  | Хлеб                                            |                        |
| 1974.  | СБ затвара круг                                 | Јасна Мирић            |
| 1974.  | Провод (ТВ)                                     | Госпођица Ајлин        |
| 1974.  | Пинг без понга                                  |                        |
| 1975.  | Песма                                           | Ана                    |
| 1976.  | Вагон ли                                        | Жена из филма          |
| 1976.  | Од пет до седам                                 | Марица Стошић          |
| 1977.  | Операција                                       |                        |
| 1978.  | Тренер                                          | Лила, кнезова жена     |
| 1978.  | Окупација у 26 слика                            | Цвијета                |
| 1979.  | Герсла                                          | Софија                 |
| 1979.  | Човјек кога треба убити                         | Јустина                |
| 1979.  | Повратак                                        |                        |
| 1980-е |                                                 |                        |
| 1980.  | Посебан третман                                 | Јелена                 |
| 1980.  | Нешто из живота                                 | Конобарица             |
| 1981.  | Вариола вера                                    | Докторка Марковић      |
| 1981.  | Нека друга жена                                 | Јелена Протић          |
| 1981.  | Газија                                          | Силована жена          |
| 1981.  | Ерогена зона                                    | Моцина маћеха Јулијана |
| 1981.  | Дечко који обећава                              | Слободанова мајка      |
| 1982.  | Микеланђело                                     | Албанка                |
| 1982.  | Далеко небо                                     |                        |
| 1982.  | 13. јул                                         | Госпођа Рајковић       |
| 1983.  | Снохватице                                      | Мајка                  |
| 1983.  | Нешто између                                    |                        |
| 1984.  | Велики таленат                                  | Роза                   |
| 1984.  | Сиви дом                                        | Велизарова мајка       |
| 1984.  | Ријанон                                         |                        |
| 1984.  | Грозница љубави                                 | Веснина мајка Косара   |
| 1984.  | Бањица                                          |                        |
| 1986.  | Херој улице (ТВ)                                | Лукина мајка           |
| 1986.  | Златне наочаре                                  |                        |
| 1987.  | Последња прича                                  |                        |
| 1987.  | Милан — Дар                                     |                        |
| 1987.  | Место сусрета Београд                           | Жена у музеју          |
| 1987.  | Злато их је засенило (фра. Occhiali d'oro, Gli) |                        |
| 1987.  | Енигма                                          | госпођа Џоунс          |
| 1988.  | Сунцокрети                                      |                        |
| 1988.  | Кућа поред пруге                                | Тиосава Мировић        |
| 1988.  | Халоа — празник курви                           | Марија                 |
| 1988.  | Азра                                            |                        |
| 1989.  | Последњи круг у Монци                           | Анка                   |
| 1990-е |                                                 |                        |
| 1991.  | Ноћ у кући моје мајке                           | Жана                   |
| 1991.  | Боје слепила                                    | Ана                    |
| 1992.  | Проклета је Америка (сегмент „Ружина освета”)   |                        |
| 1994.  | Вуковар, једна прича                            | Вера                   |
| 1995.  | Кармен                                          | Ајша                   |
| 1996.  | Нечиста крв                                     | Стана                  |
| 2000-е |                                                 |                        |
| 2002.  | Т. Т. Синдром                                   | Маргита                |
| 2002.  | Држава мртвих                                   | Избеглица из Приједора |
| 2008.  | Љубав и други злочини                           | Божана                 |
| 2009.  | Хитна помоћ                                     | Офталмолог             |
| 2010-е |                                                 |                        |
| 2012.  | Војна академија                                 | Вујка Џаковић          |